# Terra-3

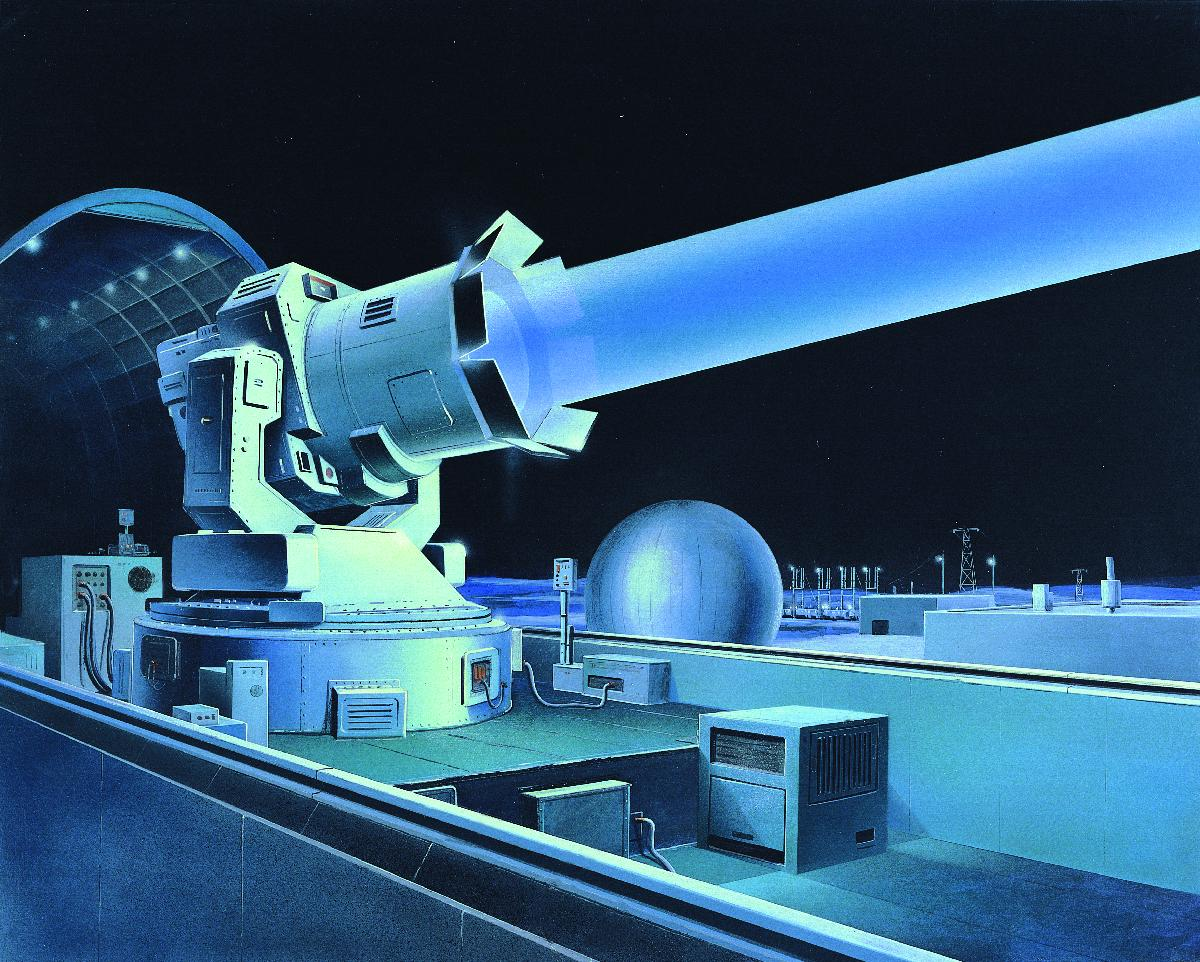
Représentation d'un laser terrestre - DIA

Terra-3 était un centre de test de laser soviétique basé à Sary Chagan un centre d'essais de missiles anti-balistiques situé au Kazakhstan. Il a été construit à l'origine pour tester les principes de défense antimissile, mais ces recherches ont été abandonnées après la signature du traité anti-missiles balistiques. Plus tard le site a accueilli deux dispositifs plus modestes utilisés pour des expériences dans le suivi de l'espace. Plusieurs autres sites de test laser ont également été actifs au cours de cette période. Durant les années 1980, les responsables au sein du département de la Défense des États-Unis (DoD) ont suggéré qu'il était le site d'un prototype de système d'arme antisatellite. Le site a été abandonné et est maintenant partiellement démonté.

## Histoire
Le développement d'armes laser par l'Union soviétique a commencé dans les années 1964-65. Le laser à gaz était alors une piste de recherche parmi d'autres.
La construction d'un grand bunker en béton bordé de plaques d'acier avait commencé à Sary Chagan, mais l'établissement était loin d'être terminé lorsque le Traité anti-missiles balistiques (ABM) fut signé en 1972, mettant fin au centre de recherche de missiles antibalistiques.
Les bâtiments ont ensuite été proposés pour des systèmes laser plus modestes. Vympel a dirigé la construction et a développé les systèmes de suivi et de visée. Les lasers ont été développés par Astrofizika, une société nouvellement formée des départements de laser de plusieurs entrepreneurs de la défense. Ils ont mis en place deux lasers sur le site, un laser à rubis et lumière visible qui a été installé en 1979, et un laser au dioxyde de carbone à infrarouge qui a été installé en 1982. Les systèmes de suivi ont été testés par des avions avec des détecteurs laser et la recherche de signaux lorsque les lasers tiraient. Des tests contre des satellites ont également eut lieu depuis le site, dans le but de démontrer la capacité d'aveugler les capteurs optiques. Mais ces expériences ont démontré l'incapacité du système de suivi de pointer les lasers avec le niveau de précision requis pour être efficace.

## Arme Anti-satellite
Avec le développement de l'Initiative de défense stratégique (IDS) au début des années 1980, le département de la Défense des États-Unis (DoD) a prétendu que les Soviétiques développaient un système d'armes laser anti-satellite sur le site de Sary Sagan. [1] Ces déclarations faisaient partie d'un argument suggérant qu'une sorte de "déficit de laser" existait entre les États-Unis et l'URSS, revenant sur le mythe d'un écart entre les bombardiers et les missiles des décennies précédentes. Comme l'avenir l'a démontré cette comparaison était tout à fait exacte, car la révolution laser s'est avérée être également un mythe. Cependant, durant l'activité du site la Central Intelligence Agency (CIA) avait des rapports exacts de la situation en contradiction avec les déclarations publiques du département de la Défense des États-Unis. Le DoD a seulement présenté les pires évaluations des cas trouvés dans les parties publiques des rapports de la CIA.
Avec la fin de la guerre froide, une délégation de fonctionnaires et d'experts américains ont pu visiter le site en juillet 1989. Ces observateurs ont noté une grande variété d'éléments de preuve que le système qui était destiné à des recherches sur la possibilité d'une capacité de laser anti-satellite n'avait jamais atteint la phase opérationnelle. Le laser vu par les responsables américains était de faible puissance, avec une petite taille de l'optique de focalisation et un système directeur non refroidi qui était incapable de gérer un grand laser. Les lasers qu'ils ont trouvés étaient 1 000 fois moins puissants que le propre MIRACL de l'US Navy. L'équipe a considéré le site comme non opérationnel.
Lors de l'examen de la question, les responsables soviétiques furent amusés. Ils ont noté que le public américain avait souvent une meilleure information que leur propre armée, et que l'excès de secret avait conduit les citoyens soviétiques à se méfier des allégations de l'armée sur leurs propres capacités.

## Attaque de la navette américaine
Terra-3 est le sujet d'une rumeur largement répandue, le laser IR aurait été utilisé pour cibler la navette spatiale Challenger au cours de sa 6e mission orbitale le 10 octobre 1984 (STS-41-G). Selon les rapports de Steven Zaloga, la navette a été brièvement éclairée et a subi des dysfonctionnements provoquant des inquiétudes pour l'équipage. À la suite de cet événement les États-Unis ont déposé une protestation diplomatique à propos de l'incident  This claim appears to have started with former Soviet officials, notably Boris Kononenko. Les membres de l'équipage et des membres bien informés de la communauté du renseignement des États-Unis ont nié que la navette a été illuminée par Terra-3 .